# Anna Sprockhoff
Anna Sprockhoff (* 2. Oktober 1980 in Dannenberg (Elbe)) ist eine deutsche Journalistin, Publizistin und stellvertretende Chefredakteurin der Tageszeitung Märkische Allgemeine. Für ihre Arbeit wurde sie vielfach ausgezeichnet (unter anderem 1. Preis Deutscher Lokaljournalistenpreis).

## Leben
Sprockhoff studierte nach ihrem Abitur am Gymnasium Lüchow Angewandte Kulturwissenschaften an der Universität Lüneburg und schloss ihr Studium mit einem Magister ab.
Anschließend volontierte sie bei der Landeszeitung für die Lüneburger Heide mit Stationen beim Hamburger Abendblatt und bei der taz. Danach war sie ab 2009 Redakteurin der Zeitung, stellvertretende Teamleiterin sowie Koordinatorin für Reportagen, Serien und Sonderprojekte, für die sie mehrfach ausgezeichnet wurde.
Sprockhoff wechselte 2019 als Leiterin der Lokalredaktion Potsdam (Potsdamer Tageszeitung) zur Tageszeitung Märkische Allgemeine. Seit 2021 ist Sprockhoff zusätzlich stellvertretende Chefredakteurin der Zeitung.
Außerdem schreibt sie unregelmäßig als Autorin für Zeit Online, engagiert sich in der journalistischen Nachwuchsarbeit als Dozentin, beispielsweise an der Leuphana Universität Lüneburg oder an der Akademie für Publizistik, ist Referentin auf Fachkongressen und Mitglied in Beiräten journalistischer Förderung, wie beispielsweise im Verein zur Förderung journalistischer Weiterbildung für hochqualitative Recherchen e. V. („Fleiß und Mut“).

## Auszeichnungen
- 2010: Erster Platz beim Journalistenpreis der Landwirtschaftskammer Niedersachsen.[5]
- 2013: Erster Platz beim FN-Jungjournalistenpreis (Deutsche Reiterliche Vereinigung).[6]
- 2014: Sonderpreis des Journalistenpreises der Landwirtschaftskammer Niedersachsen.[7]
- 2015: Zweiter Platz beim Journalistenpreis „Faire Milch“ (Bundesverband Deutscher Milchviehhalter).[8]
- 2016: Kartographen – Stipendienprogramm für JournalistInnen (Fleiß und Mut e.V. / Stiftung Mercator).[9]
- 2017: Nominiert für den PUNKT – Preis für Technikjournalismus & Technikfotografie (acatech – Deutsche Akademie der Technikwissenschaften).[10]
- 2017: Alternativer Medienpreis in der Kategorie Leben.[11]
- 2017: Sonderpreis des BVKJ-Medienpreises (Berufsverband der Kinder- und Jugendärzte – BVKJ).[12]
- 2017: Dietmar Heeg Medienpreis 2017 der Karl Kübel Stiftung für Kind und Familie.[13]
- 2017: Deutscher Lokaljournalistenpreis 2016/17 (erster Preis) der Konrad-Adenauer-Stiftung.[14]
- 2017: Vierter Platz in der Kategorie „Reporter regional“ bei der Wahl zum „Journalist des Jahres“ durch das Fachmagazin Medium Magazin.[15][16]
- 2018: Katholischer Medienpreis – Sonderpreis der Jury (Deutsche Bischofskonferenz).[17]